# Philadelphia SPHAs
Die Philadelphia SPHAs (auch Philadelphia SPHAS, Philadelphia Sphas und Philadelphia Hebrews), benannt nach der Abkürzung für „South Philadelphia Hebrew Association“, waren ein von 1918 bis 1959 existierendes professionelles Basketballfranchise aus Philadelphia, Pennsylvania, das sowohl im Spielbetrieb diverser Profiligen der Ostküste aktiv war wie auch als unabhängig herumreisendes Herausforderungsteam im Stil der Original Celtics und der New York Renaissance sowie der Harlem Globetrotters, mit denen sie nach dem Ende der American Basketball League (ABL) vornehmlich auf Tour gingen. Die Spieler des Teams rekrutierten sich bis zum Ende des Zweiten Weltkrieges hauptsächlich aus Philadelphianern und New Yorkern jüdischen Glaubens.

## Geschichte

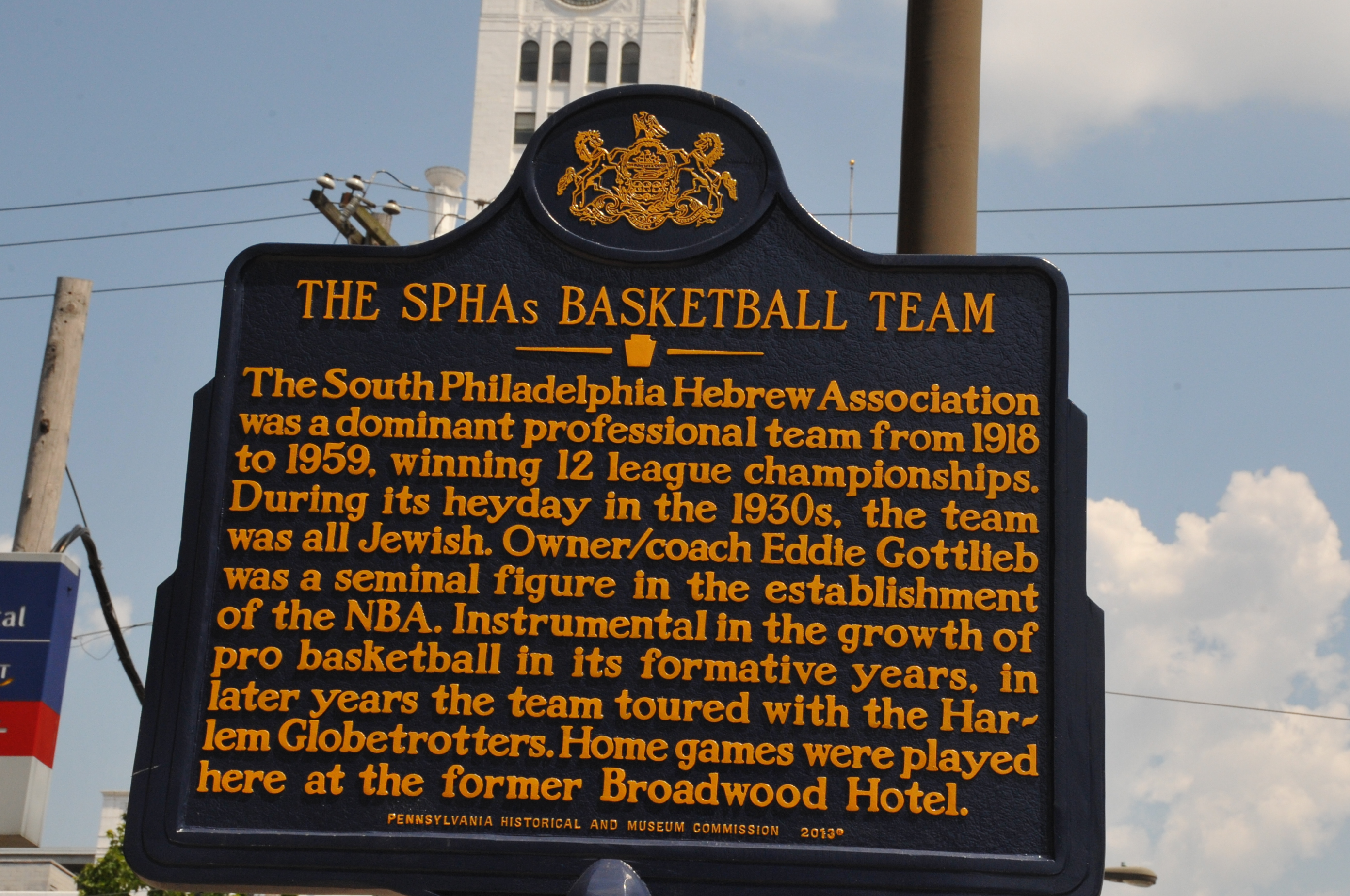
Geschichtliches Markierungskennzeichen auf der Broad Street von Philadelphia.

Das Basketballteam der South Philadelphia High School gewann mit schnellem Passspiel zwischen 1914 und 1916 dreimal in Folge die Stadtmeisterschaft. Um nach dem Schulabschluss weiter spielen zu können, gründeten Eddie Gottlieb, Harry Passon und Edwin „Hughie“ Black im Folgejahr ein örtliches YMHA-Team der „Young Men's Hebrew Association“. Bereits im nächsten Jahr spielte das Team semiprofessionell und wurde von einem Club namens „Southern Philadelphia Hebrew Association“ an der Ecke von Reed und 4. Straße gesponsert. Hier fand das Team seine Identität durch Uniform und Namen, der fortan beibehalten wurde. Hughie Black, der auf der High School vier Varsity Letters erworben und professionell für die DeNeri Reserves gespielt hatte, wurde zum Teamkapitän gemacht und Eddie Gottlieb zum Coach. Komplettiert wurde das Team durch die ehemaligen Teamkameraden Mark „Mockie“ Bunin und Charlie Neuman sowie Lou Schneiderman und Harrys Bruder Herman „Chickie“ Passon.
Nach der Eröffnung des Sportartikelladens Passon, Gottlieb & Black wurde das Team kurzzeitig umbenannt bis Harry die Anteile von Gotty und Hughie Black aufkaufte, als diese hauptsächlich die Normal School der Temple University besuchten, um Lehrer zu werden. Im Gegenzug kaufte Gottlieb, der stets ein Büro im Obergeschoß des Ladens behielt, die Anteile am Team auf und wurde zum alleinigen Besitzer der SPHAs.
Die SPHAs spielten in diversen örtlichen Ligen, deren Betrieb 1926 und 1927 zum Erliegen kam. Zur selben Zeit wurden die Philadelphia Warriors der American Basketball League von einem mutmaßlichen Mitglied der Kosher Nostra namens Boo Boo Hoff gegründet, der Eddie Gottlieb als Coach anstellte. Gottlieb brachte Schneiderman und Chickie Passon mit.
Während seiner Zeit als Coach der Philadelphia Warriors ließ Eddie Gottlieb die SPHAs deswegen als Herausforderungsteam erstmals überregional spielen und organisierte Meisterschaftsserien nach dem Best-of-Three-Modus gegen die Original Celtics und die New York Renaissance, die jeweils 2—1 und 2—0 ausgingen. Die SPHAs traten auch gegen sechs Teams aus New York Metropolitan League und ABL an und schlugen sich ebenfalls hervorragend. Lediglich der Vergleich gegen den ABL-Meister Cleveland Rosenblums ging verloren. Innerhalb kürzester Zeit hatte das Team neun von elf Vergleichen gegen die hochkarätigsten Gegner der damaligen Zeit gewonnen.
Die ersten Warriors existierten von 1926 bis 1928 und Gottlieb sollte seinem BAA-Franchise von 1946 später denselben Namen Philadelphia Warriors geben. „Mogul“ Gottlieb begann, als Wrestling- und Boxveranstalter zu arbeiten und organisierte Negro-League-Baseball-Spiele unter anderem im Yankee Stadium. 1929 begann er, die Philadelphia SPHAs neu zu organisieren und trat der neuformierten Eastern Basketball League bei, die sich zwei Jahre später in Eastern States Basketball League umbenennen sollte.
Nach vier Jahren stellte auch die neue Eastern League ihren Betrieb ein und die SPHAs wurden eingeladen, nach einer zweijährigen Spielbetriebspause während der Weltwirtschaftskrise der neuen Inkarnation der ABL von 1933 beizutreten. Dies sollte die dominanteste Phase der Dynastie der Philadelphia SPHAs einleiten. Die SPHAs spielten die ersten vier Jahre unter dem Namen Philadelphia Hebrews und gewannen in 13 Jahren sieben Meistertitel. Heimstatt war der im ersten Stock gelegene Ballsaal des Broadwood Hotels und Heimspiele waren ein gesellschaftliches Ereignis. SPHAs-Spieler Gil Fitch etwa wechselte ohne Dusche von der Basketball-Uniform in den Smoking und spielte als Bandleader nach den Spielen regelmäßig zum Tanz auf und die von ihm im Radio entdeckte Kitty Kallen sang.
Doch nach dem Zweiten Weltkrieg schwand die Dominanz der SPHAs und gleichzeitig verblassten sowohl ABL wie National Basketball League (NBL) gegenüber der neugegründeten Basketball Association of America (BAA), die zum Vorläufer der National Basketball Association (NBA) werden sollte. Der extrem raue Basketball-Sport war in den 1930er Jahren technischer geworden, hatte sich während des Krieges radikal verändert und über ganz Amerika ausgebreitet und die Reformen in sportlicher, wirtschaftlicher und regeltechnischer Hinsicht sollten auch in der Nachkriegszeit nicht abreißen. Eddie Gottlieb begrüßte sie und nahm aktiv teil an der Modernisierung des Spiels. Er war Mitgründer der BAA und der modernen Warriors im Jahre 1946 und die SPHAs traten nun gegenüber den Warriors in den Hintergrund.
Beide Teams spielten häufig Doubleheader in größeren Hallen als dem Ballsaal des Broadwood Hotels, so dass zum einen das gesellschaftliche Leben im Sog der SPHAs-Spiele zum Erliegen kam, und zum anderen die Hauptbegegnung stets von den Warriors, die auch das Talent der SPHAs abschöpften, bestritten wurde. Trotz aller Erfolge und allen Glamours verloren die SPHAs an Bedeutung. Sie konnten nach Kriegsende keine Meisterschaft mehr gewinnen und das, obwohl selbst größte Rivalen wie die Baltimore Bullets die ABL mittlerweile in Richtung BAA verlassen hatten.
Der ehemalige SPHAs-Spieler Red Klotz kehrte nach einer BAA-Meisterschaft mit den Bullets zurück nach Philadelphia und wurde Spielertrainer. Die SPHAs verließen 1949 die ABL, die spätestens mit der Gründung der NBA als Minor League angesehen wurde. Unter Red Klotz gingen die SPHAs stundan zusammen mit den Harlem Globetrotters, die dem zweiten Warriors-Besitzer Abe Saperstein gehörten, als deren Gegner auf Tour. Als er 1952 die Washington Generals gründete, wie Philadelphia SPHAs und Toledo Mercuries Gegner der Globetrotters in den 1950er Jahren (und nicht identisch mit den Generals, wie Klotz betont), übernahm Pete Monska das Coaching der SPHAs. Die Spieler waren aber nicht mehr zwangsläufig jüdischen Glaubens und wer den Globetrotters zu starken Widerstand leistete, wurde nach Hause geschickt. Die SPHAs zehrten auf Tournee mit den Harlem Globetrotters nur noch von ihrem vergangenen Ruhm und lösten sich Silvester 1959 auf.